# Ian Wilson (Schwimmer)
Ian Wilson (* 19. Dezember 1970 in Sunderland) ist ein ehemaliger britischer Schwimmer, der meist über 1500 Meter Freistil antrat. Er gewann eine Silbermedaille bei Kurzbahnweltmeisterschaften. Bei Europameisterschaften erschwamm er sowohl auf der 50-Meter-Bahn als auch auf der 25-Meter-Bahn einmal Silber.

## Sportliche Karriere
Ian Wilson schwamm für den Verein Borough of Sunderland.
1990 bei den Commonwealth Games in Auckland startete Wilson für die englische Mannschaft über 400 Meter Freistil und über 1500 Meter Freistil. Anfang 1991 bei den Weltmeisterschaften in Perth schlug Wilson über 1500 Meter Freistil als Vierter an, hatte aber fast zwölf Sekunden Rückstand auf den drittplatzierten Deutschen Stefan Pfeiffer. Im Juli 1991 siegte Wilson bei der Iniversiade in Sheffield über 1500 Meter Freistil. Im August bei den Europameisterschaften in Athen siegte über 1500 Meter der Weltmeister Jörg Hoffmann mit etwas über einer Sekunde Vorsprung vor Wilson, mit elfeinhalb Sekunden Rückstand wurde der zweite Deutsche Sebastian Wiese Dritter. 1992 bei den Olympischen Spielen in Barcelona siegten über 1500 Meter Freistil die Australier Kieren Perkins und Glen Housman vor Jörg Hoffmann und Stefan Pfeiffer. Neun Sekunden hinter Pfeiffer schlug Ian Wilson als Fünfter an.
Zwei Jahre später bei den Weltmeisterschaften 1994 in Rom belegte Wilson den siebten Platz über 1500 Meter Freistil. Im Dezember 1995 bei den Kurzbahnweltmeisterschaften in Rio de Janeiro siegte der Australier Daniel Kowalski mit einer Sekunde Vorsprung vor Wilson, über 15 Sekunden dahinter wurde Jörg Hoffmann Dritter. Ein Jahr später gewann bei den Kurzbahneuropameisterschaften 1996 in Rostock der Ukrainer Ihor Snitko vor Ian Wilson und dem Deutschen Thomas Lohfink. Im April 1997 bei den Kurzbahnweltmeisterschaften in Göteborg wurde Wilson Fünfter über 1500 Meter. Bei den Europameisterschaften in Sevilla schlug Wilson als Sechster an. Anfang 1998 bei den Weltmeisterschaften in Perth verfehlte Wilson als Vorlaufneunter das Finale über 1500 Meter Freistil um drei Sekunden. Im September bei den Commonwealth Games in Kuala Lumpur belegte Wilson den sechsten Platz über 1500 Meter Freistil. 1999 erreichte Wilson noch einmal den vierten Platz bei den Kurzbahnweltmeisterschaften 1999 in Hongkong.